# Alchemilla brachycodon
Alchemilla brachycodon é uma espécie de rosácea do gênero Alchemilla, pertencente à família Rosaceae.